# Beckholmen (stadsdel)
Beckholmen (finska: Pikisaari) är en stadsdel i storområdet Hirvensalo-Kakskerta i Åbo. Stadsdelen är belägen på norra sidan av Hirvensalo. År 2016 var Beckholmens folkmängd 227, varav 183 var finskspråkiga, 26 svenskspråkiga och 18 övriga.

## Bildgalleri

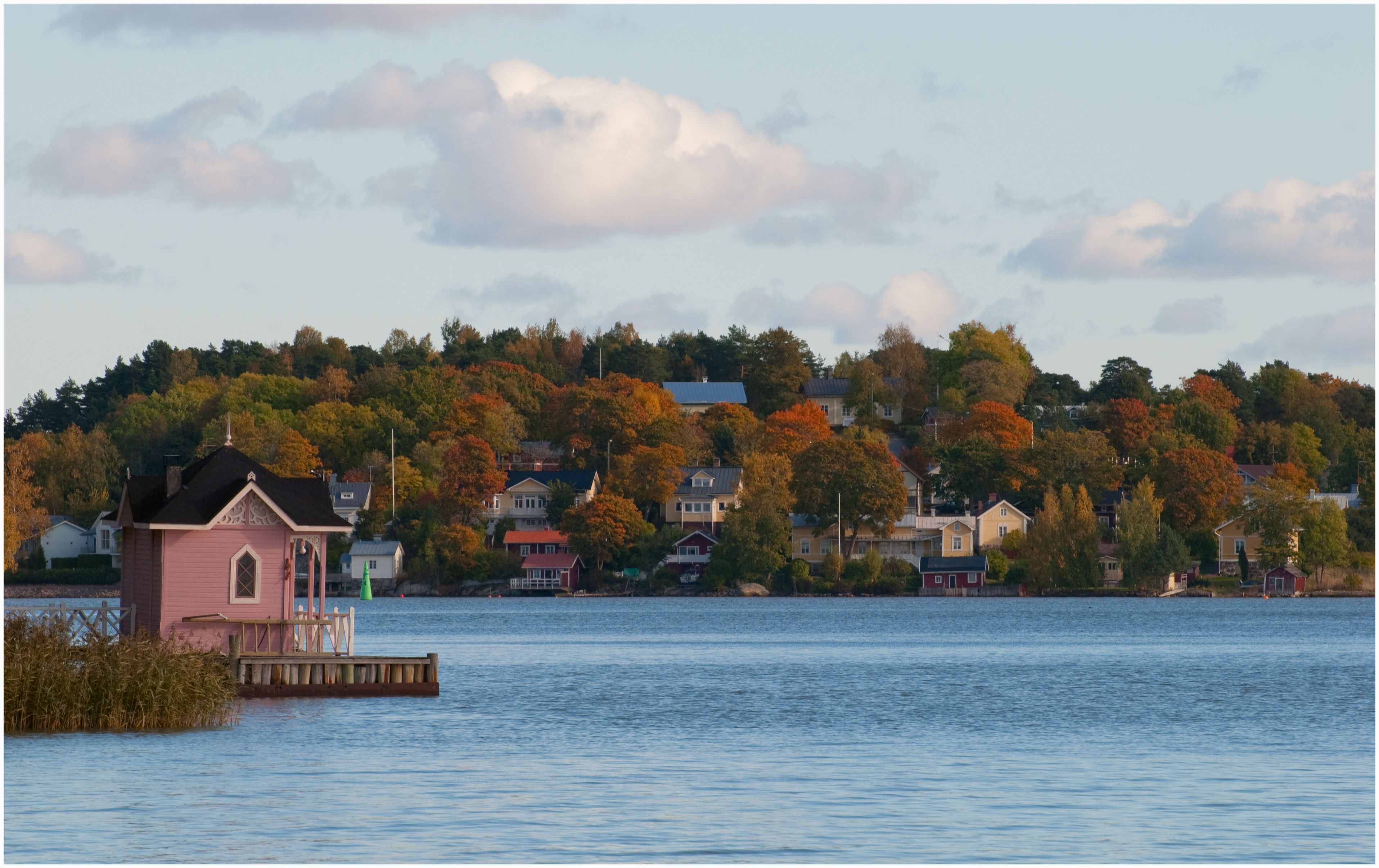
Utsikten mot Beckholmen från Runsala.
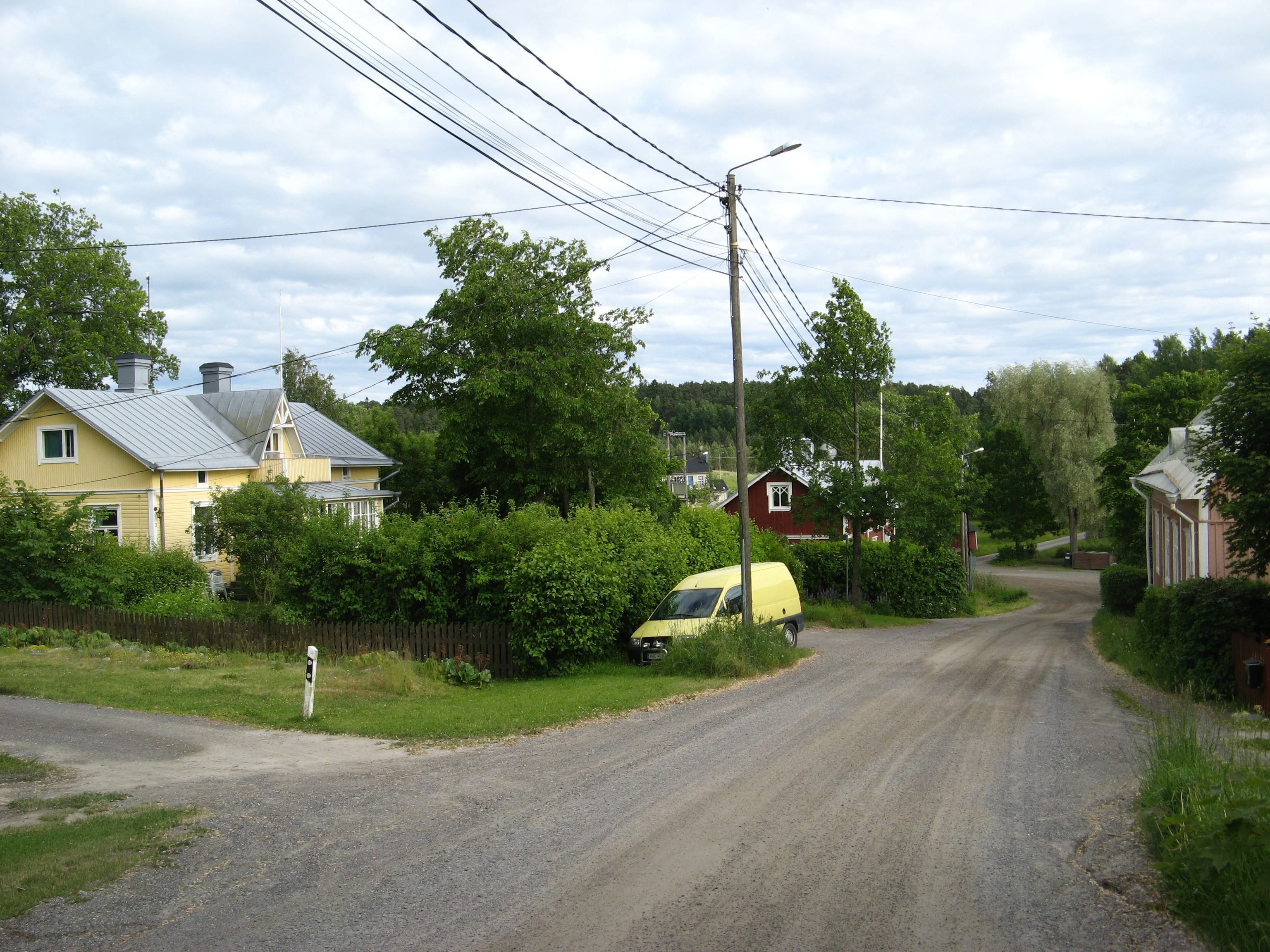
Fregattgatan.